# 施泰因法爾克山
47°25′38″N 11°30′44″E / 47.427222°N 11.512222°E

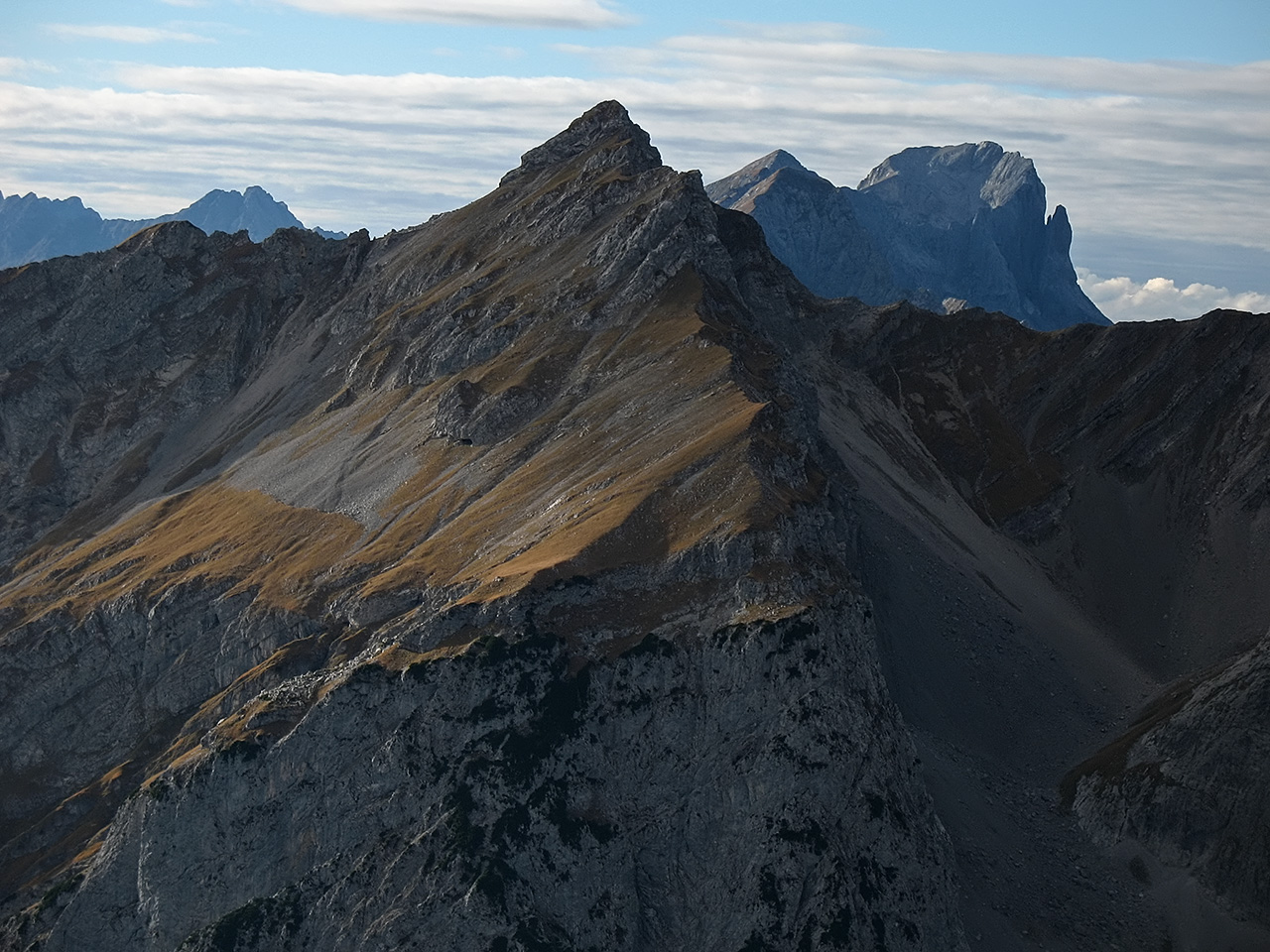

施泰因法爾克山（德語：Steinfalk），是奧地利的山峰，位於該國西部，由蒂羅爾州負責管轄，屬於卡爾文德爾山脈的一部分，海拔高度2,347米，每年平均降雨量1,806毫米，人類在1870年6月30日首次登頂。